# Angervilliers
Angervilliers is een gemeente in het Franse departement Essonne (regio Île-de-France) en telt 1381 inwoners (1999). De plaats maakt deel uit van het arrondissement Palaiseau.

## Geografie
De oppervlakte van Angervilliers bedraagt 9,0 km², de bevolkingsdichtheid is 153,4 inwoners per km².
De onderstaande kaart toont de ligging van Angervilliers met de belangrijkste infrastructuur en aangrenzende gemeenten.

## Demografie
Onderstaande figuur toont het verloop van het inwonertal (bron: INSEE-tellingen).